# Francisco Fernández Ordóñez
Francisco Fernández Ordóñez (Madrid, Espanya 1930 - íd. 7 d'agost de 1992) fou un polític i advocat espanyol, un dels principals actors en la transició política d'Espanya i de la consolidació dels valors democràtics.

## Biografia
Va néixer el 1930 a la ciutat de Madrid. Va estudiar dret a la Universitat de Madrid, i posteriorment amplià els seus estudis a la Universitat Harvard (Estats Units d'Amèrica). Va obtenir per oposició les places de Fiscal i d'Inspector d'Hisenda.
Va morir el 7 d'agost de 1992 a la seva residència de Madrid a conseqüència d'un càncer.

## Activitat política
Fou successivament President de la delegació espanyola davant l'OCDE, Secretari General Tècnic del Ministeri d'Hisenda, President de l'Institut Nacional d'Indústria (INI), càrrec del qual va dimitir per raons polítiques, i membre de la "Comissió dels Nou", que va representar a l'oposició democràtica espanyola.
Membre de la Unió de Centre Democràtic, en les eleccions generals de 1977 fou escollit diputat al Congrés per la circumscripció de Madrid, escó que repetí en les eleccions de 1979 per la província de Saragossa.
En el primer govern presidit per Adolfo Suárez fou nomenat Ministre d'Hisenda. En el desenvolupament d'aquest càrrec va impulsar la reforma fiscal de 1977, que va constituir un èxit en la seva vida política, ja que va suposar la modernització de la tributació espanyola conformement al model dominant en la resta del món occidental i li va servir per a guanyar-se la confiança d'Adolfo Suárez, que el va nomenar Ministre de Justícia quan va remodelar el seu segon govern al setembre de 1980. A pesar de la dimissió de Suárez i la seva substitució per Leopoldo Calvo-Sotelo, Fernández Ordóñez va continuar sent Ministre de Justícia i des d'aquest càrrec va impulsar la Llei del divorci i la reforma del dret de família.
En veure la fi del seu propi partit passà al Grup Mixt i fundà el Partit d'Acció Democràtica (PAD), formació que va acabar integrant-se dins el Partit Socialista Obrer Espanyol (PSOE) aconseguint una nova acta de diputat, de manera que, quan aquest partit va guanyar les eleccions generals de 1982, Francisco Fernández Ordóñez va continuar la seva activitat política presidint el Banc Exterior, cessant del seu escó el gener de 1983 i ocupant aquest càrrec fins al juny de 1985. El 5 de juliol d'aquell any fou nomenat Ministre d'Afers Exteriors.
Des del Ministeri va poder ser protagonista de la desbordant obertura internacional que va protagonitzar Espanya a la dècada del 1980 sota la presidència de Felipe González. Com cap de la cancelleria espanyola li va tocar iniciar les noves relacions bilaterals amb els Estats Units d'Amèrica, no exemptes de tensió, a l'haver de negociar la reducció de la presència de les bases nord-americanes a Espanya. Així mateix va iniciar l'establiment de relacions diplomàtiques amb Israel i l'entrada a la Unió Europea Occidental (UEO), i en el primer semestre de 1989 es va encarregar de conduir amb èxit la presidència espanyola del Consell de Ministres de la Comunitat Econòmica Europea i va dirigir la integració d'Espanya a la Comunitat Econòmica Europea (CEE). Fou un dels principals impulsors del "nou descobriment" de Llatinoamèrica per part de la CEE, i precisament durant aquells anys Espanya va donar suport activament la celebració de la Cimera de Caps d'Estats i de Govern Iberoamericans. Un dels principals èxits de la seva carrera fou la celebració a Madrid de la Conferència Internacional de Pau entre àrabs i israelians l'any 1991.